# Leptonemobius
Leptonemobius is een geslacht van rechtvleugeligen uit de familie krekels (Gryllidae). De wetenschappelijke naam van dit geslacht is voor het eerst geldig gepubliceerd in 1917 door Sjöstedt.

## Soorten
Het geslacht Leptonemobius omvat de volgende soorten:
- Leptonemobius sjostedti Chopard, 1962
- Leptonemobius variegatus Sjöstedt, 1917